# Штанговий насос

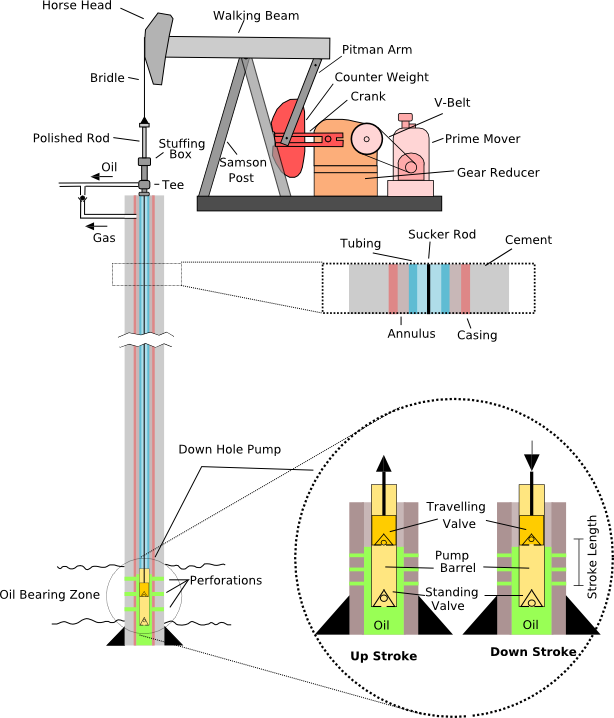
ШТАНГОВИЙ НАСОС

Насос штанговий свердловинний, (рос. насос штанговый скважинный; англ. deep-well pump, нім. Gestänge(tief)kolbenpumpe f) — насос плунжерний, який приводиться в дію за допомогою колони насосних штанг і призначений для відкачування рідини із нафтових свердловин шляхом занурення під рівень рідини.

## Історія
Одні з перших застосувань — на Бакинських нафтових промислах Олександром Павловичем Серебровським, який додав сюди досвід США з механізованого видобутку нафти.

## Загальний опис
Це об'ємний насос, поршень якого, як правило, виконано у вигляді порожнистого циліндра з шаровим клапаном у верхній частині; опускання та підйом поршня в трубі відбувається за допомогою штанги, яка приводиться в рух штанговою лебідкою, розміщеною над свердловиною на поверхні землі. Н.ш. мають достатньо високий к.к.д. (70 — 80 %), легко використовуються у автоматизованих системах, характеризуються простотою монтажу та профілактичних ремонтів.
Знайшли широке застосування у нафтовій промисловості. До недавнього часу більше 2/3 діючого фонду свердловин в світі експлуатувалося з допомогою штангових насосів.
Недоліками штангових насосів є громіздкість, можливість обриву штанг, обмеженість застосування в похилих і сильно-обводнених свердловинах, недостатньо висока подача, невеликі (до 2 км) глибини експлуатації.
Усі сучасні глибинні штангові насоси, що застосовуються для експлуатації нафтових свердловин, за конструкцією і способом установки в свердловині поділяються на дві групи: трубні (невставні) і вставні.
У трубних насосах робочий циліндр є прямим продовженням колони насосно-компресорних труб, на яких він спускається у свердловину. Плунжер трубного насоса із всмоктувальним і нагнітальним клапанами спускається в свердловину окремо від циліндра на колоні насосних штанг. Відповідно і підйом насоса із свердловини проводиться в два етапи: спочатку витягуються штанги з плунжером і клапанами, а потім труби з циліндром.
Вставний насос спускається у свердловину в зібраному вигляді на штангах. Витягування його на поверхню також проводиться в один прийом. Спущений у свердловину вставний насос закріплюється в насосно-компресорних трубах за допомогою спеціального замкового пристосування, яке заздалегідь спускається в свердловину на трубах.
Найбільшого поширення дістали невставні (трубні) насоси. Вони відрізняються простотою конструкції, застосовують їх головним чином у свердловинах, що експлуатуються з великим міжремонтним періодом і з великими дебітами. Випускають невставні насоси з умовним діаметром 28, 32, 43, 55, 68 і 93 мм з довжиною ходу плунжера від 0,6 до 4,5 м. Недоліком цих насосів є необхідність підйому всієї колони насосно-компресорних труб для заміни насоса чи його ремонту.
Застосування вставних насосів значно прискорює й спрощує ремонт свердловин внаслідок того, що насос у зібраному вигляді спускають та витягують із свердловини на штангах без підйому насосно-компресорних труб. Вставні насоси випускають з умовним діаметром 28, 32, 38, 43 і 55 мм із довжиною ходу плунжера від 1,2 до 6,0 м. Використовують їх для підйому рідини з глибоких свердловин.
До умовного позначення насоса входять: тип насоса, варіант виконання, умовний розмір у мм, довжина ходу плунжера в мм, зменшена в 100 разів, і найбільша довжина спуску насоса в м, також зменшена в 100 разів. Наприклад позначення НСВ1-28-30-15 означає: вставний, одноступінчастий, одноплунжерний зі втулковим циліндром і замком нагорі, в якого 28 — діаметр насоса в мм, 30 — хід плунжера в мм, 15 — найбільша глибина спуску насоса в м.
Найпростішим типом трубного насоса є невставний двоклапанний насос, схему якого показано на рис. 4.18, а. Насос складається з трьох основних вузлів: циліндра з сідлом конуса на кінці; всмоктувального клапана з конусом і ловильним штоком, вгвинченим в клітку клапана; цей шток служить для зачеплення і вилучення на поверхню всього клапанного вузла без вилучення циліндра насоса; плунжера з нагнітальним клапаном.
При установці насоса у свердловині, після спуску на задану глибину насосних труб з циліндром насоса в них спускають на штангах плунжер з вузлом всмоктувального клапана. Посадковий конус щільно сідає в гніздо, роз'єднуючи тим самим затрубний простір і порожнину насоса.
Для вилучення насоса із свердловини плунжер піднімається вище його звичайного верхнього положення. Наконечник плунжера підхоплює при цьому головку захоплюючого штока і ущільнювальний конус разом із всмоктувальним клапаном виходить з гнізда, піднімаючись слідом за плунжером.
Триклапанний насос складається з трьох основних вузлів: циліндра, плунжера і всмоктувального клапана.
Істотним недоліком трубних насосів є те, що для ремонту і заміни окремих деталей їх доводиться піднімати разом з насосними трубами. В результаті на ремонт свердловин йде дуже багато часу. Крім того, під час спуску плунжера в свердловину він треться об труби, через що псується його полірована поверхня. Через часті підйоми і спуски насосних труб зношуються їх різьби.

## Конструкція і умови роботи

Свердловинні штангові насоси.

Штанговий свердловинний насос для відкачування пластової рідини зі свердловин приводиться в дію колоною штанг. Він працює у важких умовах: пластова рідина, що перекачується, містить у собі мінералізовану воду, абразив, хімічно активні речовини, гази — часто сірководень і СО2. Температура навколишнього середовища може перевищувати 100оС. Працюючи в подібних умовах, свердловинний насос повинний мати достатню довговічність і високий ККД. Розмаїтість умов експлуатації нафтових родовищ виключає можливість однозначного визначення ККД чи довговічності ШСН. Міжремонтний період роботи насоса коливається від 15–20 до 400—500 діб, до цього, часу його об'ємний ККД знижується до 30–50 %.
Виходячи з мінімально можливої кількості типорозмірів і забезпечення нормальної роботи всіх типорозмірів верстатів-качалок, а також можливості збирання необхідних по довжині втулкових циліндрів (при довжині однієї втулки 300 мм) прийнято десять довжин ходу плунжера насоса — 0,6; 0,9; 1,2; 1,8; 2,5; 3,0; 3,5; 4,5; 5,2 і 6,0 м — з урахуванням можливості максимальних доборів при відповідній вантажності верстата-качалки.
Найбільше поширення одержали вставні, чи трубні, насоси (мають трубчастий корпус). Вони відрізняються простотою конструкції, застосовують їх головним чином у свердловинах, що експлуатуються з великим міжремонтним періодом та з великими дебітами. Випускають невставні насоси з умовним діаметром 28, 32, 43, 55, 68 і 93 мм, з довжиною ходу плунжера від 0,6 до 4,5 м. Недоліком цих насосів є необхідність підйому всіх труб для зміни насоса чи його ремонту. Тому вони менш поширені.
В умовне позначення насоса повинні входити: тип насоса, виконання, умовний розмір в мм, довжина ходу плунжера в мм, зменшена в 100 разів і найбільша довжина спуска насоса в м також зменшена в 100 разів.
Наприклад: НСВ1-28-30-15, де 28-діаметр насоса, 30-100 — хід плунжера в мм і 15-100-найбільша глибина спуска насоса в м.
Відповідно до ГОСТ свердловинні штангові насоси слід виготовляти наступних типів (рис.): НСВ1 — вставний, одноступінчатий, одноплунжерний із втулковим циліндром і замком нагорі;
НСВ2 — те ж, із замком унизу;
НСВГ — вставний, одноступінчатий, двохплунжерний із втулковим циліндром і замком нагорі;
1НСВГ — вставний, двоступінчастий, двохплунжерний із втулковим циліндром і замком нагорі;
НСН1 — невставний, одноступінчатий, одноплунжерний із втулковим циліндром і захопленням штока;
НСН2 — те ж, з уловлювачем;
НСНА — те ж, з автосцепом;
НСВ1Б — вставний, одноступінчатий, одноплунжерний, з безвтулковим циліндром і замком нагорі;
НСН2Б — невставний, одноступінчатий, одноплунжерний з безвтулковим циліндром і уловлювачем.
Додаткові букви в шифрі наступні: П — із сідлами клапанів із твердого сплаву;
В — із сідлами клапанів із твердого сплаву, пескозащитным пристроєм і сепаратором;
Т — із сідлами клапанів із твердого сплаву і порожнім штоком.

## Коефіцієнт подачі штангового насоса
Коефіцієнт подачі штангового насоса — відношення дійсної подачі насоса до теоретичної, яке виражається формулою: αп = αд αус αн αвит, де αп — К.п.ш.н.; αд, αус, αн, αвит — коефіцієнти, які характеризують вплив відповідно деформацій штанг і труб, усадки рідини, ступеня наповнення насоса рідиною і витікання рідини. Оптимальний К.п.ш.н. визначають за критерієм мінімальної собівартості видобутку нафти за цикл роботи штанговонасосної свердловини (сума тривалості міжремонтного періоду і ремонту свердловини).

## Різновиди
- Насос вставний
- Насос невставний